# Jâhilîya
La jâhilîya ou djāhilīya (en arabe : جاهِليّة [jāhilīya], du mot jahl (جَهْل) qui signifie ignorance humaine), désigne dans le Coran la période antéislamique, caractérisée par le polythéisme sur le territoire de l'Arabie.
Le prophète de l'islam Mahomet avait attribué à un de ses opposants quraychites le surnom infamant d'Abû Jahl (أبو جَهْل [Abû Jahl], père de l'ignorance). Abû Jahl, de son vrai nom Amr ben Hichâm al-Makhzûmî, dit al-Hakam (de إحْكام [iḥkām], exactitude; précision), avait blessé Mahomet en lui jetant des pierres. Il fut l'un des morts de la bataille de Badr.

## Origine du terme
Si la traduction du terme Jahiliya est souvent « ère de l'ignorance », Ignaz Goldziher lui préfère la traduction de « barbarie ». Ce nom permet de mettre en valeur la période islamique.
Les sources islamiques semblent fonder le terme Jâhilîya sur l'opposition, à l'époque pré-islamique, entre le concept de 'ilm, « mémoire communautaire » à ceux de ra'i, « l'opinion individuelle » ou à la science de kahin, « prêtre devin », par nature privée. À l'époque islamique, le 'ilm est d'abord un bien divin, « sans commune mesure avec ce que l'homme peut connaître ».

## La religion de la jâhiliya
Cet article présente la vision musulmane de la période pré-islamique en Arabie appelée « jâhilîya » dans le Coran. Les études scientifiques sur la question diffèrent sensiblement de la littérature musulmane et des récits anciens. L'article « Arabie préislamique » présente l'état des connaissances scientifiques sur la question.

### Les divinités préislamiques citées dans le Coran ou les hadiths
Certaines idoles citées dans le Coran sont d'origine sud-arabique, mais leur évocation est assez floue car à l'époque de Mahomet, l'Arabie était depuis plusieurs siècles judaïsée puis christianisée.
D'après Maxime Rodinson, al-Lat, al-`Uzzâ, et Manât étaient des déesses préislamiques mecquoises appelées les « filles d'Allah ». Lors de la révélation de la sourate LIII Mahomet avait, selon Tabari, dans une première version, recommandé qu'on leur rende un culte. Ces versets sont dits « abrogés » et ont été appelés « versets sataniques » par l'orientaliste écossais Sir William Muir (1819–1905),.
- al-Lât (اللَّات [al-llāt], al-lât; la déesse)[8]

Déesse du soleil représentée par une immense image de granit gris. Hérodote (484-420 av. J.-C.) signale la présence d'une divinité arabe nommée Alilat. L'étymologie de ce nom est interprétée soit comme un dérivé de latta « mélanger,  pétrir la farine d’orge » et associe la déesse à Baala/Astarté soit une association au dieu Allah. Son nom serait la forme féminisé d’Allāh ou d'al-Ilāh et ferait d'al-Lât sa parèdre.
- al-`Uzzâ (العُزّى [al-`uzzā], l'être tout puissant)[8]

Idole préislamique apparentée à Vénus/Aphrodite et personnalisée par un bloc de granit long d'environ 6 m.
- Manât (مَنَاة [manā])[11]

Symbole du destin et de la mort (مَنيّة [manīya], destin; sort; mort). Déesse préislamique du sort, qui coupait le fil du destin à l'image de Morta, la troisième Parque.
- Nasr (نسْر [nasr], vautour)[12]

Divinité préislamique d'une tribu du Yémen.
- Sûwa` (سُوَاع [sūwa`])[12]

Divinité préislamique qui avait son sanctuaire près de Yanbu sur la Mer Rouge.
- Tâghût (طاغوت [tāġūt], idole; faux dieu; démon)[13]

Terme utilisé pour désigner une divinité préislamique comme al-Lat, al-Uzza ou Manat, un être rebelle, comme Satan. Au pluriel, ce terme peut désigner les idoles.
- Wadd (ودّ [wadd], amour)[12]

Wadd est une divinité de l'amour et de l'amitié.
- Yaghûth (يغوث [yaġūθ], Yaghûth)[12]

Divinité du secours vénérée au Yémen.
- Ya`ûq (يعوق [ya`uq], il défend; Ya`ûq)[12]

Divinité protectrice, vénérée au Yémen.
- Jibt (جِبْت [jibt], Jibt)[15]

Idole citée une seule fois en compagnie des tâghoûts.
- Hubal (هُبَل [hubal])

Idole de forme humaine, importée de Syrie qui serait le patron des caravaniers et le père de plusieurs autres idoles de l'ancien temple mecquois. Hubal est une divinité lunaire, dont le nom est peut-être à relier avec Baal. C'est cette idole que Abû Sufyân salua après sa victoire à Uhud.

### Animaux sacrés cités dans le Coran
« Dieu n'a institué ni Bahîra, ni Sâ'yba, ni Wasîla, ni Hâm. Les incrédules ont forgé des mensonges contre Dieu. Beaucoup d'entre eux ne comprennent rien. »

— Le Coran, « La Table », V, 103, (ar) المائدة.
- Bahîra (بَحِيرة [baḥīra])
- Sâ'yba (سَآئِبة [sā'iba], négligé; libre; intouchable)
- Wasîla (وَصِيلة [waṣīla])
- Hâm (حام [ḥām])

Ces quatre noms s'appliquent à différentes catégories de chamelles que les Arabes s'abstenaient de tuer pour les réserver à leurs divinités, et qu'ils laissaient paître librement dans l'enceinte des sanctuaires.
D'après Tabari, le roi perse Jemchîd serait l'inventeur du culte des idoles.

## La poésie de la Jâhilîya
La poésie préislamique tient une place particulière dans la perception de la Jâhilîya. En effet, d'après certaines sources islamiques comme une tradition remontant à Umar, la poésie serait la seule « science » existant à cette période. Elle est un exemple particulier de ce savoir communautaire et tribal s'enrichissant pour former un « thésaurus » important.
À partir du VIIIe siècle, elle va faire l'objet d'études et de critiques particulières dans le cadre de la critique arabe classique.

## Usage polémique du terme
Dans l’enseignement islamique, le terme de jâhilîya peut être appliqué de façon péjorative aux sociétés préislamiques, même en dehors de l'Arabie, par exemple à l'Afrique du Nord avant la conquête musulmane du Maghreb. Il sert aussi à condamner la pratique de la musique associée aux tavernes, à la sexualité féminine et au vin.
Le concept de jâhilîya est souvent employé par les courants islamistes. Pour Sayyid Qutb (1906-1966), théoricien des Frères musulmans en Égypte avec son manifeste Signes de piste (1964), « les musulmans sont aujourd'hui plus ignorants que les Arabes de la jâhiliyya » : la société musulmane se divise en une minorité de vrais croyants (oumma) et une vaste majorité plongée dans l'ignorance et l'égarement, nouvelle forme de la jâhilîya, sous l'influence de l'Occident et des dirigeants musulmans corrompus, vision qui est utilisée comme justification de l'usage de la violence contre ces derniers par certains courants radicaux,. Cette conception est partagée par Abdelkrim Moutiî, fondateur de la Chabiba islamiya (Jeunesse islamique) au Maroc.
Selon le sociologue Farhad Khosrokhavar, résumant les discours de certains groupes djihadistes : 
« À l’Occident s’oppose… une communauté d’Allah refaite à l’image de la période héroïque de l’islam sous le Prophète... La néo-oumma se définit positivement là où elle trouve du négatif en Occident ou dans les pays musulmans soumis au règne de la jahiliya… La néo-oumma qu’ils appellent de leurs vœux est une société rangée où les “turpitudes” occidentales n’auraient pas droit de cité : la “nudité” de la femme (c'est-à-dire le fait qu’elle ne soit pas voilée), la promiscuité entre les sexes, la sortie de la femme hors du foyer en vue de travailler avec les hommes, l’égalité juridique entre les sexes, l’homosexualité, la consommation d’alcool, la liberté religieuse ».